# Pisa Sporting Club 1993-1994
Questa pagina raccoglie i dati riguardanti il Pisa Sporting Club nelle competizioni ufficiali della stagione 1993-1994.

## Stagione
Nella stagione 1993-1994 nonostante gli ingaggi del portiere Francesco Antonioli e del centravanti Roberto Muzzi, il Pisa affidato a Walter Nicoletti disputa un campionato di Serie B non all'altezza dei precedenti, e si trova ben presto invischiato nella lotta per non retrocedere, arrivando a cambiare tre allenatori nell'arco della stessa stagione. All'ultima giornata del torneo al Pisa sarebbe servita una vittoria in casa con la Fidelis Andria per ottenere la salvezza, ma i nerazzurri non sono andati oltre lo 0-0. Nella Coppa Italia i nerazzurri hanno superato la Fidelis Andria nel primo turno, poi nel doppio confronto del secondo turno sono stati estromessi dal torneo dalla Sampdoria, che si è imposta ai calci di rigore, la squadra ligure che nel seguito del torneo si aggiudicherà il trofeo.
La squadra ha chiuso così la stagione regolare al 17º posto, trovandosi costretta allo spareggio per la salvezza a Salerno contro l'Acireale, dove i neroazzurri sono stati sconfitti ai calci di rigore (4-3), dopo che la partita era terminata 0-0 dopo i tempi supplementari. La società si è trovata di colpo in grosse difficoltà economiche a causa dell'inaspettata retrocessione, e nonostante la formazione della squadra in itinere per la stagione successiva, il presidente Romeo Anconetani non è riuscito a far fronte al deficit finanziario, così nell'agosto 1994 il Pisa Sporting Club non è stato ammesso al campionato, venendo estromesso dal calcio professionistico.

## Rosa
| N. |                   | Ruolo | Calciatore            |
| -- | ----------------- | ----- | --------------------- |
|    | Italia (bandiera) | P     | Francesco Antonioli   |
|    | Italia (bandiera) | P     | Marco Ambrosio        |
|    | Italia (bandiera) | P     | Alessandro Lazzarini  |
|    | Italia (bandiera) | P     | Gianpaolo Spagnulo    |
|    | Italia (bandiera) | P     | Stefano Ciucci        |
|    | Italia (bandiera) | D     | Massimiliano Farris   |
|    | Italia (bandiera) | D     | Roberto Bosco         |
|    | Italia (bandiera) | D     | Luciano Dondo         |
|    | Italia (bandiera) | D     | Gianni Flamigni       |
|    | Italia (bandiera) | D     | Fabrizio Baldini      |
|    | Italia (bandiera) | D     | Joseph Dayo Oshadogan |
|    | Italia (bandiera) | D     | Giovanni Fasce        |
|    | Italia (bandiera) | D     | Massimo Susic         |
|    | Italia (bandiera) | D     | Davide Lampugnani     |

| N. |                   | Ruolo | Calciatore         |
| -- | ----------------- | ----- | ------------------ |
|    | Italia (bandiera) | D     | Mario Brandani     |
|    | Italia (bandiera) | C     | Paolo Cristallini  |
|    | Italia (bandiera) | C     | David Fiorentini   |
|    | Italia (bandiera) | C     | Davide Bombardini  |
|    | Italia (bandiera) | C     | Diego Gavazzi      |
|    | Italia (bandiera) | C     | Luca Mattei        |
|    | Italia (bandiera) | C     | Pasquale Rocco     |
|    | Italia (bandiera) | C     | Franco Rotella     |
|    | Italia (bandiera) | C     | Emanuel Rovaris    |
|    | Italia (bandiera) | A     | Nicola Martini     |
|    | Italia (bandiera) | A     | Roberto Muzzi      |
|    | Italia (bandiera) | A     | Cristian Polidori  |
|    | Italia (bandiera) | A     | Giacomo Lorenzini  |
|    | Italia (bandiera) | A     | Marco Gabbriellini |

La FIGC sciolse la squadra a fine stagione.

## Risultati

### Serie B

#### Girone di andata
| Arbitro: | Lana (Torino) |

|                               |           |  |
| Rotella 31’ Polidori 67’, 69’ | Marcatori |  |

| Arbitro: | Bolognino (Milano) |

|                             |           |  |
| Galderisi 37’ Simonetta 90’ | Marcatori |  |

| Arbitro: | Pellegrino (Barcellona Pozzo di Gotto) |

|                               |           |                      |
| Cerbone 46’, 82’ Petrachi 48’ | Marcatori | 45’, 90’ Cristallini |

| Arbitro: | Rodomonti (Teramo) |

|                                  |           |  |
| Rocco 78’ (rig.) Cristallini 85’ | Marcatori |  |

| Arbitro: | Racalbuto (Gallarate) |

|                        |           |  |
| Maiellaro 4’ Fabris 9’ | Marcatori |  |

| Arbitro: | Beschin (Legnago) |

|                      |           |                          |
| Susic 7’ Rotella 17’ | Marcatori | 39’ Montanari 54’ Barone |

| Arbitro: | Cesari (Genova) |

|                                       |           |           |
| Batistuta 20’, 57’, 74’ Effenberg 49’ | Marcatori | 28’ Rocco |

| Arbitro: | Pacifici (Roma) |

|                  |           |                     |
| G. Lorenzini 25’ | Marcatori | 30’ (rig.) Sorbello |

| Arbitro: | Cardona (Milano) |

|                           |           |           |
| Zannoni 17’ Francioso 45’ | Marcatori | 67’ Fasce |

| Pisa 31 ottobre 1993 10ª giornata | Pisa             | 0 – 0 | Lucchese | Stadio Arena Garibaldi\| Arbitro: \| Baldas (Trieste) \| |
| Arbitro:                          | Baldas (Trieste) |       |          |                                                          |

| Arbitro: | Tombolini (Ancona) |

|                             |           |                     |
| Frascella 78’ Civeriati 85’ | Marcatori | 32’ Rocco 90’ Susic |

| Arbitro: | Treossi (Forlì) |

|                       |           |            |
| De Angelis 35’ (aut.) | Marcatori | 72’ Caccia |

| Arbitro: | Pairetto (Nichelino) |

|                  |           |  |
| A. Carnevale 59’ | Marcatori |  |

| Arbitro: | Boggi (Salerno) |

|                                             |           |                |
| Rotella 19’ Rocco 28’ (rig.), 34’ Muzzi 42’ | Marcatori | 23’, 69’ Lerda |

| Arbitro: | Bazzoli (Merano) |

|                                      |           |           |
| Finetti 52’ Radice 60’ Valtolina 84’ | Marcatori | 90’ Muzzi |

| Arbitro: | Arena (Ercolano) |

|                  |           |            |
| G. Lorenzini 50’ | Marcatori | 90’ Hubner |

| Arbitro: | Borriello (Mantova) |

|              |           |           |
| Bierhoff 41’ | Marcatori | 14’ Rocco |

| Arbitro: | Franceschini (Bari) |

|                         |           |  |
| G. Lorenzini 56’ (rig.) | Marcatori |  |

| Andria 16 gennaio 1994 19ª giornata | Fidelis Andria | 0 – 0 | Pisa | Stadio Comunale\| Arbitro: \| Rosica (Roma) \| |
| Arbitro:                            | Rosica (Roma)  |       |      |                                                |

#### Girone di ritorno
| Arbitro: | Trentalange (Torino) |

|               |           |  |
| Provitali 36’ | Marcatori |  |

| Pisa 30 gennaio 1994 21ª giornata | Pisa                        | 0 – 0 | Padova | Stadio Arena Garibaldi\| Arbitro: \| Cinciripini (Ascoli Piceno) \| |
| Arbitro:                          | Cinciripini (Ascoli Piceno) |       |        |                                                                     |

| Arbitro: | Lana (Torino) |

|           |           |  |
| Farris 2’ | Marcatori |  |

| Arbitro: | Franceschini (Bari) |

|          |           |  |
| Soda 82’ | Marcatori |  |

| Arbitro: | Bonfrisco (Monza) |

|                                        |           |  |
| Muzzi 50’ Polidori 67’ Cristallini 80’ | Marcatori |  |

| Arbitro: | Brignoccoli (Ancona) |

|              |           |  |
| Gautieri 52’ | Marcatori |  |

| Pisa 6 marzo 1994 26ª giornata | Pisa              | 0 – 0 | Fiorentina | Stadio Arena Garibaldi\| Arbitro: \| Beschin (Legnago) \| |
| Arbitro:                       | Beschin (Legnago) |       |            |                                                           |

| Arbitro: | Lana (Torino) |

|                |           |                           |
| Mascheretti 3’ | Marcatori | 8’ Muzzi 70’ G. Lorenzini |

| Pisa 27 marzo 1994 28ª giornata | Pisa            | 0 – 0 | Ravenna | Stadio Arena Garibaldi\| Arbitro: \| Fucci (Salerno) \| |
| Arbitro:                        | Fucci (Salerno) |       |         |                                                         |

| Arbitro: | Luci (Firenze) |

|              |           |  |
| B. Russo 52’ | Marcatori |  |

| Arbitro: | Cardona (Milano) |

|           |           |  |
| Muzzi 45’ | Marcatori |  |

| Arbitro: | Bonfrisco (Monza) |

|               |           |                  |
| Vecchiola 50’ | Marcatori | 79’ (rig.) Muzzi |

| Arbitro: | Pellegrino (Barcellona Pozzo di Gotto) |

|           |           |              |
| Muzzi 53’ | Marcatori | 73’ Gaudenzi |

| Arbitro: | Bazzoli (Merano) |

|                                      |           |                  |
| Schenardi 27’ Hagi 56’ Neri 74’, 77’ | Marcatori | 80’ (rig.) Muzzi |

| Arbitro: | Brignoccoli (Ancona) |

|                                   |           |               |
| G. Lorenzini 40’ Rocco 81’ (rig.) | Marcatori | 65’ Artistico |

| Arbitro: | Rodomonti (Teramo) |

|               |           |  |
| Scarafoni 73’ | Marcatori |  |

| Arbitro: | Cesari (Genova) |

|                  |           |  |
| Rocco 54’ (rig.) | Marcatori |  |

| Verona 29 maggio 1994 37ª giornata | Verona          | 0 – 0 | Pisa | Stadio Marcantonio Bentegodi\| Arbitro: \| Boggi (Salerno) \| |
| Arbitro:                           | Boggi (Salerno) |       |      |                                                               |

| Pisa 5 giugno 1994 38ª giornata | Pisa            | 0 – 0 | Fidelis Andria | Stadio Arena Garibaldi\| Arbitro: \| Bettin (Padova) \| |
| Arbitro:                        | Bettin (Padova) |       |                |                                                         |

### Spareggio salvezza
| Arbitro: | Boggi (Salerno) |

|                                  |                      |                                           |
| Rocco Rotella Bosco Farris Susic | Tiri di rigore 3 – 4 | Tarantino Favi Migliaccio Mazzarri Modica |

## Coppa Italia
| Arbitro: | Nepi (Viterbo) |

|  |           |                            |
|  | Marcatori | 52’ Susic 64’ G. Lorenzini |

| Genova 6 ottobre 1994 2º turno - Andata | Sampdoria          | 0 – 0 | Pisa | Stadio Luigi Ferraris\| Arbitro: \| Stafoggia (Pesaro) \| |
| Arbitro:                                | Stafoggia (Pesaro) |       |      |                                                           |

| Arbitro: | Pairetto (Nichelino) |

|                                  |                      |                                 |
| Cristallini Farris Rotella Bosco | Tiri di rigore 1 – 3 | Platt Vierchowod Evani Bellucci |